# Clarksville (Tennessee)
Pour les articles homonymes, voir Clarksville.
Clarksville est une ville de l'État du Tennessee, siège du comté de Montgomery. Elle est située à 70 kilomètres au Nord-ouest de Nashville, sur la rive droite de la Cumberland.
Fondée en 1785, elle tient son nom du général George Rogers Clark, héros de la guerre d'indépendance des États-Unis.

## Histoire
En décembre 2023, la ville est touchée par une tornade qui fait trois morts.

## Transports
Clarksville possède un aéroport (Outlaw Field, code AITA : CKV).

## Personnalités
- Johnny Grande (1930-2006), pianiste américain, un des membres fondateurs du groupe Bill Haley & His Comets, est décédé à Clarksville.
- Wilma Rudolph (1940-1994), athlète américaine, championne olympique des 100 m, 200 m et 4 × 100 m à Rome en 1960, née à Clarksville.